# Spiegelkubus
Spiegelkubus is een kunstwerk van Yvonne Kracht.
Het is geplaatst voor de uit 1959 stammende oudbouw van Sanquin aan de Plesmanlaan 125 in Amsterdam, Slotervaart
Het werk dateert uit ongeveer 1984 in een tijd waar de kunstenares werkte met opengewerkte ruimtelijke objecten. In dit geval is er spraak van een kubus. Zij staat op een ribbe, terwijl diagonaal over de kubusvlakken open ruimtes zijn gelaten, sommige begrensd door spiegelend materiaal. Het zou eerder te zien zijn geweest in Vlissingen en het Amsterdamse Amstelpark.
Het kunstwerk wordt op het terrein vergezeld door twee titelloze kunstwerken van Piet Donk (aan de gevel) en Jan Wolkers voor de gevel.